# 大林亮三
大林 亮三（おおばやし りょうぞう、1990年9月7日 - ）は、日本のベーシスト。ジャズ/ヒップホップバンド「SANABAGUN.」のメンバー。「Ryozo Band」ではリーダーとして率いている。ベーシストとしての活動で全国ツアー、メジャー流通の制作なども重ねる他、音源の提供・プロデュースなども手掛ける。

## 来歴
10代の頃より地元である藤沢市のジャムバンド・シーンを中心とした音楽の洗礼を受け、ソウル、ファンク、レアグルーヴ、ジャムバンド、レゲエなど様々な音楽に触れる。
中学時代は、バンド・コンテストでベースを少しだけ弾いたことはあったが、基本的にギターを弾いていた。本格的にベースを弾き始めたのは18歳の頃であり、高校入学した頃にブラックミュージックに嵌り、ベーシストになることを決意した。
2015年、Ryozo BandがDJ MUROプロデュースによる7inch "Many Troubles In The City" をリリース。
2016年、Ryozo Bandが7inch "GERB / SIDE TRIP" をリリース。
2017年、ジャズ/ヒップホップバンドSANABAGUN.に加入。